# Junge Welt-Pokal 1962
Der Junge Welt-Pokal 1962 war die 14. Auflage des höchsten Fußball-Pokalwettbewerbs der Altersklasse 16–18 auf dem Gebiet der DDR, der vom Zentralrat der FDJ in Verbindung mit dem Jugendausschuss der Sektion Fußball der DDR veranstaltet und durchgeführt wurde. Er begann am 1. April 1962 mit der Qualifikation und endete am 24. Juni 1962 mit dem Finale beim Endrundenturnier im thüringischen Schmalkalden. Den Pokalsieg errang die Mannschaft vom SC Frankfurt/Oder nach einem 1:0-Finalsieg über den SC Motor Jena.

## Teilnehmende Mannschaften
Am Junge Welt-Pokal der Junioren (A-Jugend) für die Altersklasse (AK) 16–18 nahmen neben dem Pokalverteidiger, die Pokalsieger aus Ost-Berlin und den 14 Bezirken auf dem Gebiet der DDR teil. Spielberechtigt waren Spieler bis zum 18. Lebensjahr (Stichtag: 1. September 1943 bis 31. August 1945).
Folgende Mannschaften nahmen am Junge Welt-Pokal teil:
| - Bezirk Rostock BSG Motor Warnowwerft Warnemünde - Bezirk Schwerin BSG CM Veritas Wittenberge - Bezirk Neubrandenburg BSG Lokomotive Pasewalk - Bezirk Potsdam BSG Rotation Babelsberg - Ost-Berlin SC Dynamo Berlin | - Bezirk Frankfurt (Oder) SC Frankfurt/Oder - Bezirk Magdeburg SC Aufbau Magdeburg - Bezirk Halle BSG Stahl WW Hettstedt - Bezirk Leipzig BSG Lokomotive Engelsdorf - Bezirk Cottbus SC Aktivist Brieske-Senftenberg | - Bezirk Dresden TSG Gröditz - Bezirk Karl-Marx-Stadt BSG Aktivist „Grube Deutschland“ Oelsnitz - Bezirk Erfurt SC Turbine Erfurt - Bezirk Gera SC Motor Jena - Bezirk Suhl BSG Motor Steinach |
| TSC Oberschöneweide (Pokalverteidiger) | | |

## Qualifikation

### Modus
Die Qualifikation wurde im K.-o.-System ausgetragen und es wurde versucht, in 80 Minuten einen Gewinner auszuspielen. War danach kein Sieger gefunden, wurde ein Wiederholungsspiel mit getauschtem Heimrecht angesetzt. Wurde auch hier kein Sieger ermittelt, entschied das Los. Die Sieger der 2. Hauptrunde qualifizierten sich für das Endrundenturnier.

### 1. Hauptrunde
| Datum                   |                                           | Ergebnis |                                  |
| ----------------------- | ----------------------------------------- | -------- | -------------------------------- |
| So 01. April, 14:00 Uhr | BSG Aktivist „Grube Deutschland“ Oelsnitz | 3:3      | SC Turbine Erfurt                |
| So 01. April, 14:00 Uhr | BSG Motor Steinach                        | 4:0      | BSG Lokomotive Engelsdorf        |
| So 01. April, 14:00 Uhr | BSG Lokomotive Pasewalk                   | 0:2      | TSC Oberschöneweide              |
| So 01. April, 14:00 Uhr | TSG Gröditz                               | 0:2      | SC Frankfurt/Oder                |
| So 01. April, 14:00 Uhr | BSG CM Veritas Wittenberge                | 3:3      | SC Dynamo Berlin                 |
| So 01. April, 14:00 Uhr | SC Aufbau Magdeburg                       | 3:2      | BSG Motor Warnowwerft Warnemünde |
| So 01. April, 14:00 Uhr | BSG Rotation Babelsberg                   | 2:1      | SC Aktivist Brieske-Senftenberg  |
| So 01. April, 14:00 Uhr | BSG Stahl WW Hettstedt                    | 1:3      | SC Motor Jena                    |

 Wiederholungsspiele 
| Datum                   |                      | Ergebnis |                                           |
| ----------------------- | -------------------- | -------- | ----------------------------------------- |
| So 08. April, 14:00 Uhr | SC Turbine Erfurt    | 3:1      | BSG Aktivist „Grube Deutschland“ Oelsnitz |
| So 08. April, 14:00 Uhr | SC Dynamo Berlin (1) | 2:2      | BSG CM Veritas Wittenberge                |

### 2. Hauptrunde
| Datum                  |                     | Ergebnis |                         |
| ---------------------- | ------------------- | -------- | ----------------------- |
| Di 0.1. Mai, 14:00 Uhr | SC Turbine Erfurt   | 4:0      | BSG Motor Steinach      |
| Di 0.1. Mai, 14:00 Uhr | SC Motor Jena       | 2:0      | SC Aufbau Magdeburg     |
| Di 0.1. Mai, 14:00 Uhr | SC Frankfurt/Oder   | 0:0      | SC Dynamo Berlin        |
| So 06. Mai, 14:00 Uhr  | TSC Oberschöneweide | 4:1      | BSG Rotation Babelsberg |

 Wiederholungsspiel 
| Datum                 |                  | Ergebnis |                   |
| --------------------- | ---------------- | -------- | ----------------- |
| Sa 05. Mai, 14:00 Uhr | SC Dynamo Berlin | 0:2      | SC Frankfurt/Oder |

## Endrundenturnier
Das Endrundenturnier fand vom 23. bis 24. Juni im Ernst-Thälmann-Stadion von Schmalkalden (Bezirk Suhl) statt.

### Halbfinale
| Datum            |                   | Ergebnis  |                     |
| ---------------- | ----------------- | --------- | ------------------- |
| Sa 23. Juni 1962 | SC Motor Jena (2) | 1:1 n. V. | SC Turbine Erfurt   |
| Sa 23. Juni 1962 | SC Frankfurt/Oder | 2:1       | TSC Oberschöneweide |

### Spiel um Platz 3
| Datum            |                   | Ergebnis |                     |
| ---------------- | ----------------- | -------- | ------------------- |
| So 24. Juni 1962 | SC Turbine Erfurt | 1:2      | TSC Oberschöneweide |

### Finale
| Paarung           | SC Motor Jena – SC Frankfurt/Oder |
| Ergebnis          | 0:1 (0:1) |
| Datum             | Sonntag, 24. Juni 1962 |
| Stadion           | Ernst-Thälmann-Stadion, Schmalkalden |
| Schiedsrichter    | Erdmann |
| Tore              | 0:1 Ukrow |
| SC Motor Jena     | Pfeil – Lothar Urban, Michael Polywka Cheftrainer: Manfred Hage |
| SC Frankfurt/Oder | Günter Simnack – Peter Weiß, Heinz Basan, Norbert Them – Karl-Heinz Grunst, Klaus Schulz – Peter Heese, Manfred Wrana, Peter Ukrow, Reinhard Gärtner, Bernd Pintaske Cheftrainer: Horst Morgner |